# Хоэнайх
Хоэнайх (нем. Hoheneich) — ярмарочная коммуна (нем. Marktgemeinde) в Австрии, в федеральной земле Нижняя Австрия.
Входит в состав округа Гмюнд. Население составляет 1548 человек (на 31 декабря 2005 года). Занимает площадь 15,59 км². Официальный код — 30920.

## Политическая ситуация
Бургомистр коммуны — Роланд Вальнер (АНП) по результатам выборов 2005 года.
Совет представителей коммуны (нем. Gemeinderat) состоит из 19 мест.
- АНП занимает 12 мест.
- СДПА занимает 7 мест.